# Stenopogon raven
Stenopogon raven là một loài ruồi trong họ Asilidae. Stenopogon raven được Bromley miêu tả năm 1938. Loài này phân bố ở miền Ấn Độ - Mã Lai.